# 村上麗碩
村上 麗碩（むらかみ れい（らい）せき、文政6年（1823年）- 明治12年（1879年））は日本の医師。名は仁。通称は弥太郎。医号を麗碩と称し、別に翹楚堂のち岳翁ともいった。

## 経歴
会見郡上道村（現在の鳥取県境港市上道町）に南清蔵の次男として生まれる。天保12年（1841年）中野村の景山粛の塾に入り学問と漢蘭の医術を学び、次いで大坂に出て弘化3年（1846年）7月小山玄庵に雑科を修行し、儒者篠崎小竹に師事して経史を学んだ。更に嘉永元年（1848年）から同4年5月まで備前の難波立愿に内科産科を学んで帰郷した。郷里上道村で分家し、先祖の姓“村上”を名乗った。新しい医術と人望もあって評判高く、幕末より明治にかけて、弓浜米子地方に医名を馳せた。明治12年（1879年）6月、57歳で病没した。
骨董品を集めるのが趣味で、死去する時、上下の白衣の神官の装束を着て松江藩主の持物であった飯銅を入れた棺の飯銅の中に入って死んだと伝えられる。

## 家族
- 妻 冬野（増谷家出身）
- 長男 龍（教育者）
- 長女（佐賀家に嫁す）
- 次女（中井家に嫁す）

## 系譜
村上家
村上家は中世の“楠氏”に由来するとして“南氏”又は“村上氏”を姓とした。家伝によれば、もと出雲安来の豪族であったが、後醍醐天皇を奉じた名和氏に伴って京都に出た。しかし京都敗戦によって安来に帰り、その後弓浜に移り住んだ。村上家には麗碩の書いた家系図と建武の南北朝の争に活躍した先祖大井長重らの事蹟が書きのこされている。ただ弓浜での確かな先祖の氏名は南栢翁（明和3年（1766年）没）の頃からである。
```
　
栢翁━━弥六━━吉重━━惣七━━清蔵━━麗碩━━龍━━章

```

## 村上麗碩 墓碑（境港市上道町墓地）
- 村上麗碩 - 翹楚堂岳翁居士

明治己卯夏六月十日、村上岳翁先生歿す。既にして其の門人碑を建てんことを議し、余に命じて之が辞を為（つく）らしむ。
先生諱は粛、字は厳卿、通称は麗碩、又岳翁と称し、号は翹楚堂。南氏の次子にして分家するも其の本姓とする所を按ずると云ふ。少（わか）きときより学を好み、専ら経義を治む。
嘗（かつ）て医を備の難波抱節の門に受け、又数（しばしば）京坂の間に遊びて養生の学を修む。既に帰りて出でず。後学を導びくを以て務と為して晩に及ぶも衰へず。諸（もろもろ）の門に遊ぶ者一百余人。常に其の言を記す。曰く、学は当（まさ）に正しかるべく、行は当（まさ）に方なるべし。夫れ学正しければ則ち惑はず。行方なれば則ち乱れず。一邪奸其の間に有らんと欲すと雖も豈（あ）に得べけんやと。蓋（けだ）し先生の養ふ所知るべし。
享年五十七、配は増谷氏、名は冬野、琴松園たり。後るること◯年にして逝（ゆ）く。嗣は龍。二女あり。長は佐賀氏に、次は中井氏に適（ゆ）く。
先生人となり豪邁、終りに臨むや、予（あらかじ）め其の歿日を知りて族人を召し、之が具を作ることを命ず。期に至るや、端坐容を改めて、絶ゆること果して其の言の如し。一郷之が為に惻然（そくぜん）たり。又書を善くし、俳歌を詠（よ）むを好みて佳作多しと云ふ。
門人門永俊撰書 題字男龍

## 関連
- 景山粛